# Ławoczne (stacja kolejowa)
Ławoczne (ukr. Лавочне) – stacja kolejowa w Ławocznym, w rejonie stryjskim, w obwodzie lwowskim, na Ukrainie, na linii Lwów – Stryj – Batiowo. Zarządzana przez Kolej Lwowską.

## Historia

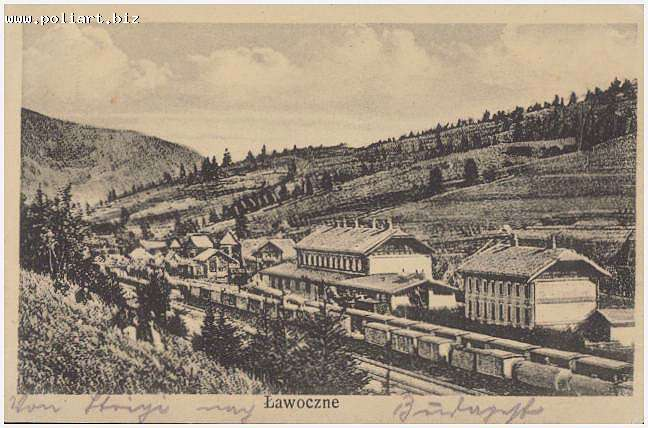

W II Rzeczypospolitej była stacją graniczną w województwie stanisławowskim na granicy z Czechosłowacją, a od 1939 z Węgrami, z obsługą ruchu transgranicznego. Przekraczał tu granicę m.in. pociąg pospieszny Lwów Główny - Budapeszt Keleti. Stacją graniczną po stronie czechosłowackiej/węgierskiej był Wołowiec (słow. Volovec, węg. Volóc). Po II wojnie światowej stacja straciła swój nadgraniczny charakter.
W latach 1934–1939 w budynku stacji istniało schronisko turystyczne, prowadzone przez Kolejowe Przysposobienie Wojskowe.